# ロンガニーサ

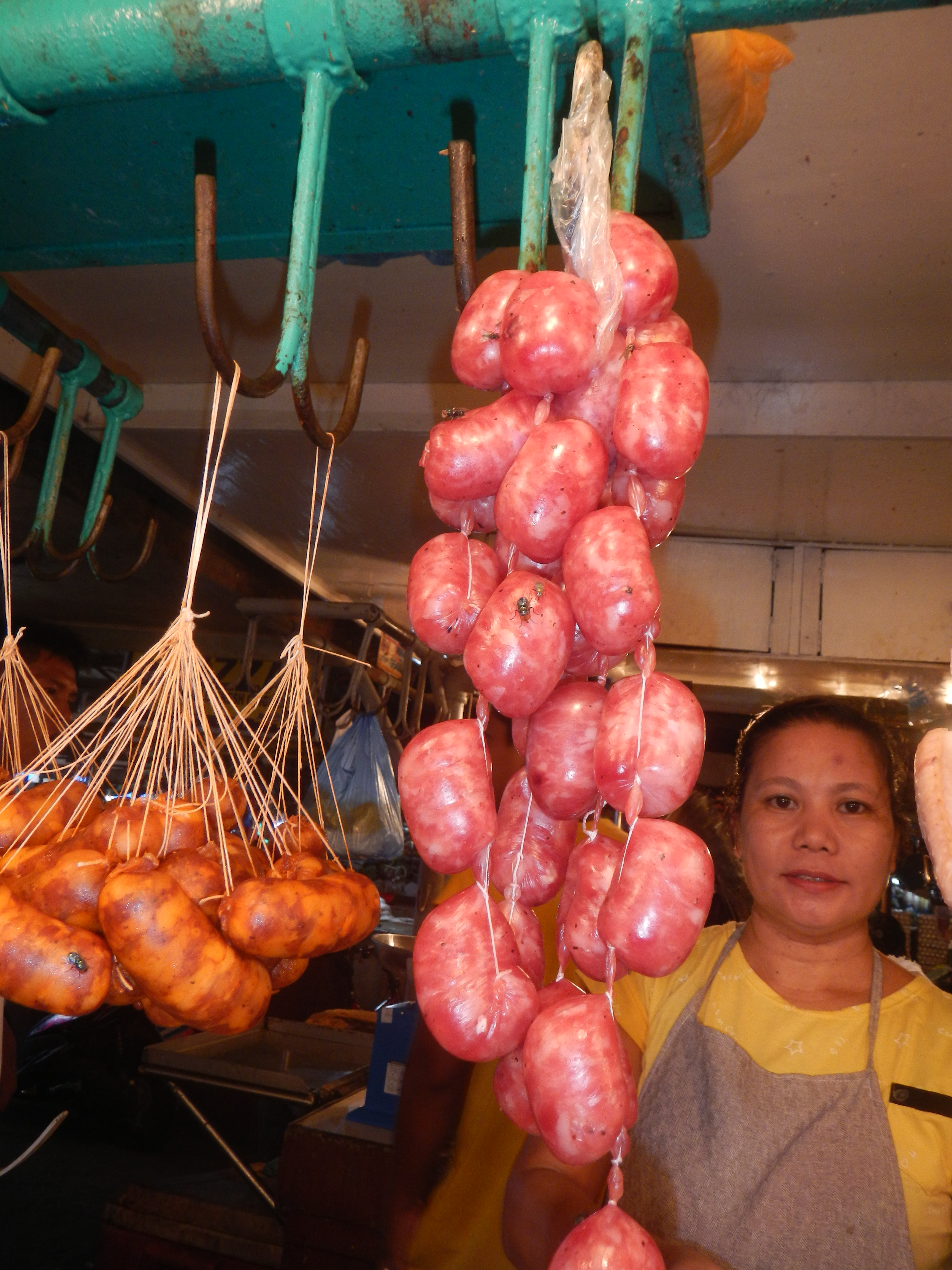
ブラカン州の市場で売られるロンガニーサ

ロンガニーサ（タガログ語: longganisa,langgonisa）は、フィリピン・イロコス地方の名物ソーセージ。

## 概要
スペインの生チョリソーの一種であるロンガニーザを起源とする。
フィリピンのスーパーマーケットの食肉加工品売り場ではホットドッグに次いで、多くの種類のロンガニーサが販売されている。使用される食肉には豚ひき肉が多いが、牛や鶏のひき肉を混ぜているものや、豚肉を用いずに牛や鶏のひき肉のみで作られているロンガニーサもある。
味付けは地域によっても異なるが、ニンニク、コショウ、塩、砂糖などで味付けを行うのが一般的。甘めの味付けのロンガニーサとガーリックが強いロンガニーサの二種類が主流となっている。ケーシングには豚腸やコラーゲンケーシングを使用したものがあるほか、非可食ケーシングの製品もある。
フィリピンのスーパーマーケットでは冷凍されたロンガニーサの販売が基本となっているが、一部スーパーマーケットの精肉コーナーや伝統的な市場などでは冷蔵ものや常温で販売されていることもある。
1本あたりの大きさは酒類や製品によっても異なるが、太めのものが多い。

## 利用
ロンガニーサは、フィリピンの朝食の定番メニューとなっており、バナナケチャップや酢を付けて白米のおかずとして食されている。
外食としてロンガニーサが食べられることも一般的であり、庶民的・大衆的な食堂でガーリックライス、目玉焼きと組み合わせてロンガニーサが供されていることも多い。

## 日本での展開
日本ではコストコなどで販売されており、口にいっぱいに広がる甘い味で知られ、そのままでは日本人の口には合わないとも言われている。